# Schwarzkragen-Fruchttaube

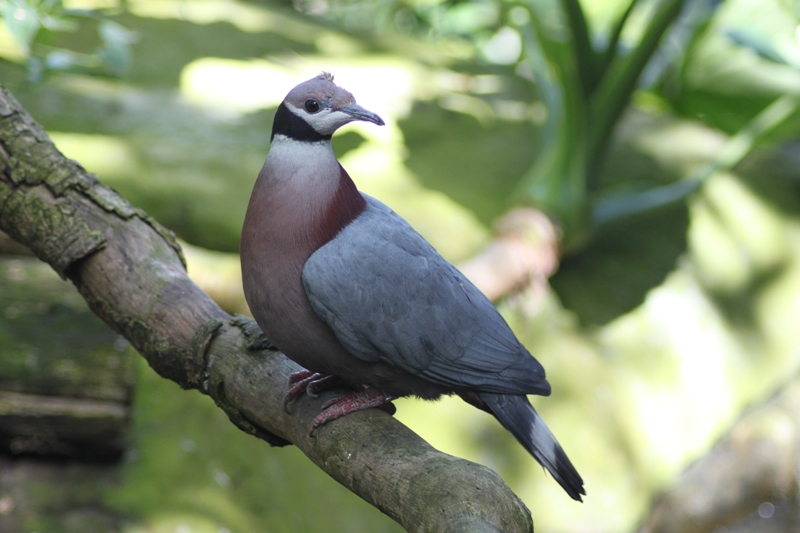
Schwarzkragen-Fruchttaube, San Diego-Zoo

Die Schwarzkragen-Fruchttaube oder Schwarzhals-Fruchttaube (Ducula mullerii) ist eine große Art der Taubenvögel, die zu den Fruchttauben zählt. Sie ist ein Endemit auf Neuguinea und Aru. Es werden zwei Unterarten unterschieden.
Die Bestandssituation der Schwarzkragen-Fruchttaube wurde 2016 in der Roten Liste gefährdeter Arten der IUCN als „Least Concern (LC)“ = „nicht gefährdet“ eingestuft.

## Erscheinungsbild
Die Schwarzkragen-Fruchttaube erreicht eine Körperlänge von bis zu 43 Zentimetern. Sie ist damit etwas so größer als eine Ringeltaube, hat aber einen etwas kompakteren Körperbau gebaut. Auf den Schwanz entfallen 12,5 bis 13,6 Zentimeter. Es besteht kein auffälliger Geschlechtsdimorphismus.
Die Wachshaut ist unbefiedert, so dass der Vorderkopf steil ansteigt. Die Zügel und der Oberkopf sind mauvefarben und von einem schmalen grauen Band eingefasst. Die Kehle und die Gesichtspartie unterhalb der Augen sind silbergrau. Um den Hals herum verläuft das namensgebende breite schwarze Halsband. Der obere Mantel ist leuchtend weinrot. Der Rücken sowie die Flügel sind dagegen schiefergrau. Die Oberschwanzdecken sind gleichfalls schiefergrau, sind aber von einem etwas dunkleren Ton als Rücken und Flügel.  Der Schwanz ist dunkel mit einem breiten hellgrauen Band, das über die Mitte des Schwanzes verläuft.
Der Vorderhals ist weißlich und geht dann in die mauvefarbene Tönung der Brust über. Die Brust und der Bauch sind kräftig mauvefarben, die Brust ist in der Mitte etwas farbintensiver und in Richtung Bauch ist der Ton grau überwaschen. Die Flanken und die Schenkel sind grauviolett. Die Unterschwanzdecken sind dunkel rotbraun. Der Schnabel ist schiefergrau. Die Iris ist dunkelbraun und die Augen sind von einem schmalen gelblichen Augenring umgeben. Die Füße und Beine sind leuchtend rot.

## Verwechselungsmöglichkeiten
Im Verbreitungsgebiet der Schwarzkragen-Fruchttaube kommt auch die zur selben Gattung gehörende Nacktaugen-Fruchttaube vor. Es ist die einzige andere Fruchttaube, die im Tiefland Neuguineas vorkommt, die auf den Steuerfedern ein graues Querband aufweist. Die Nacktaugen-Fruchttaube ist allerdings deutlich kräftiger gebaut. Am einfachsten ist sie daran zu unterscheiden, dass sie keine helle Kehle und kein schwarzes Halsband.

## Verbreitungsgebiet und Lebensraum
Das Verbreitungsgebiet der Schwarzkragen-Fruchttaube ist Neuguinea und die Aru-Inseln, eine Inselgruppe etwa 150 km südlich von Neuguinea in der Arafurasee. Die Inselgruppe besteht aus etwa 95 flachen Inseln mit einer Gesamtfläche von 8.563 km², deren Hauptinseln nur durch schmale Wasserstraßen getrennt sind. Als Irrgast kommt die Schwarzkragen-Fruchttaube vereinzelt auch auf Boigu.
Die Schwarzkragen-Fruchttaube hat sehr spezifische Anforderungen an ihren Lebensraum. Sie kommt auf Neuguinea nur in dem Schwemmland entlang von Flüssen vor.

## Lebensweise
Die Schwarzkragen-Fruchttaube lebt einzelgängerisch oder in Paaren. Gelegentlich sind aber auch kleine Trupps von fünf bis zehn Individuen zu beobachten. Sie schließen sich mitunter Trupps von Nacktaugen-Fruchttauben und Zweifarben-Fruchttaube an. Insgesamt ist die Schwarzkragen-Fruchttaube jedoch eine sehr heimlich lebende Vogelart, die meist nur zu sehen ist, wenn sie im schnellen Flug Flüsse oder Seen überquert.
Die Schwarzkragen-Fruchttaube ist eine baumbewohnende Art, die ihre Nahrung im oberen Wipfelbereich sucht und dabei häufig mit anderen fruchtfressenden Tauben vergesellschaftet ist. Ähnlich wie andere inselbewohnende Fruchttaubenarten wie beispielsweise die Graue Fruchttaube und die Graue Inselfruchttaube ist sie eine nomadisierende Taube. Wandernde Tauben dieser Art werden immer wieder auch in der Torres-Straße gesehen. Sie brütet sowohl in der Trocken- wie in der Regenzeit. Gibbs, Barnes und Cox vermuten deshalb, dass sie bei geeigneten Lebensbedingungen ganzjährig zur Brut schreiten kann. Das Nest ist eine einfache Plattform auf einem waagrechten, belaubten Ast 1,5 bis sechs Meter über dem Erdboden. Das Nest wird gewöhnlich in Gewässernähe gebaut. Es befindet sich häufig direkt oberhalb der Wasseroberfläche. Das Gelege besteht aus einem einzelnen Ei.